# Seng-cchan
Seng-cchan (僧燦, jap.: Sózan) byl 3. čchanový patriarcha. Přesné datum jeho narození není známo. Za dobu jeho úmrtí je považován rok 606. Seng-cchan převzal patriarchát od svého učitele, 2. patriarchy Chuej-kche. Je o něm známo jen velmi málo; pravděpodobně prožil většinu života jako potulný mnich a byl považován za obzvlášť mírného a přívětivého člověka. Je znám hlavně kvůli svému dílu - čchanové básni „Sin Sin Ming“.